# Evie Dominikovic
Evie Dominikovic (ur. 29 maja 1980 w Sydney) – australijska tenisistka.
Zadebiutowała w 1995 roku na niewielkim turnieju cyklu ITF w Canberze. W następnym roku, jako kwalifikantka, osiągnęła finał podobnej imprezy w Sanctuary Cove a w 1997 roku wygrała swój pierwszy turniej w grze singlowej. W tym samym roku, 1997 wygrała swój drugi turniej tej samej rangi i z dziką kartą wystąpiła w Australian Open. Sukcesy z 1997 roku spowodowały duży skok w rankingu, z miejsca 590 na 186. Następne lata przyniosły wiele zwycięstw w turniejach ITF. W sumie wygrała dwanaście turniejów singlowych i szesnaście deblowych tej rangi.
W turniejach wielkoszlemowych występowała regularnie od 1999 roku. Właśnie w 1999 roku była autorką najszybszego serwisu w Australian Open, wynoszącego 184 km/h. Na tym samym turnieju w 2001 roku pokonała w drugiej rundzie Patty Schnyder, ówczesną zawodniczkę nr 24 światowego rankingu. Najlepszymi jej osiągnięciami w tych turniejach było osiągnięcie trzykrotnie trzeciej rundy, dwukrotnie w Australian Open i jeden raz w Wimbledonie.
W rozgrywkach cyklu WTA nie wygrała żadnego turnieju w grze singlowej, natomiast zdobyła jeden tytuł w deblu, w 2001 roku w parze z Tamarine Tanasugarn z Tajlandii.
Reprezentowała także Australię w Pucharze Federacji, żeńskiego odpowiednika Pucharu Davisa.
Jej młodsza o siedem lat siostra, Daniella Dominikovic, jest także tenisistką.

## Wygrane turnieje

### Gra pojedyncza (ITF)
|     | Data       | Turniej       | Kat. | ($)    | Naw.      | Finalistka        | Wynik         |
| 1.  | 25/03/1997 | Warrnambool   | ITF  | 10 000 | trawiasta | Lucie Ahl         | 6:3, 6:3      |
| 2.  | 10/05/1997 | Warwick       | ITF  | 10 000 | dywanowa  | Esme de Villiers  | 6:2, 4:6, 7:6 |
| 3.  | 14/03/1999 | Biel/Bienne   | ITF  | 25 000 | twarda    | Ljubomira Baczewa | 6:4, 6:7, 6:2 |
| 4.  | 29/10/2000 | Dalby         | ITF  | 25 000 | twarda    | Rachel McQuillan  | 6:2, 7:5      |
| 5.  | 05/11/2000 | Gold Coast    | ITF  | 25 000 | twarda    | Rachel McQuillan  | 6:2, 6:4      |
| 6.  | 19/11/2000 | Port Pirie    | ITF  | 25 000 | twarda    | Christina Wheeler | 6:4, 6:4      |
| 7.  | 03/12/2000 | Mount Gambier | ITF  | 25 000 | twarda    | Rachel McQuillan  | 6:2, 6:1      |
| 8.  | 27/10/2002 | Rockhampton   | ITF  | 25 000 | twarda    | Samantha Stosur   | 6:1, 6:3      |
| 9.  | 17/10/2004 | Mackay        | ITF  | 25 000 | twarda    | Sunitha Rao       | 7:5, 6:3      |
| 10. | 24/10/2004 | Rockhampton   | ITF  | 25 000 | twarda    | Sunitha Rao       | 6:0, 0:2 ret. |
| 11. | 21/11/2004 | Nuriootpa     | ITF  | 25 000 | twarda    | Cho Yoon-jeong    | 6:4, 5:7, 6:4 |
| 12. | 28/11/2004 | Mount Gambier | ITF  | 25 000 | twarda    | Cho Yoon-jeong    | 7:5, 6:3      |

### Gra podwójna (WTA)
|    | Data       | Turniej                                | Kat.          | ($)     | Naw.   | Partnerka           | Finalistki               | Wynik         |
| 1. | 24/09/2001 | Bali, Commonwealth Bank Tennis Classic | Kategoria III | 170 000 | twarda | Tamarine Tanasugarn | Janet Lee Wynne Prakusya | 6:7, 6:2, 6:3 |

## Finały juniorskich turniejów wielkoszlemowych

### Gra podwójna (2)
| Końcowy wynik | Rok  | Turniej         | Nawierzchnia | Partnerka    | Przeciwniczki             | Wynik finału  |
| Zwyciężczyni  | 1998 | Australian Open | Twarda       | Alicia Molik | Leanne Baker Rewa Hudson  | 6:3, 3:6, 6:2 |
| Finalistka    | 1998 | US Open         | Twarda       | Jelena Dokić | Kim Clijsters Eva Dyrberg | 6:7, 4:6      |